# Gyrup Mark
Gyrup Mark er et bebyggelsesområde beliggende i Sønderhå. Området blev udstykket fra Gyrupgaard til 5-6 husmandsbrug omkring 1860 og samtlige af de udstykkede husmandsbrug er nu lagt ind under større landbrugsbedrifter. To af udstykningsejendommene er helt fjernet, mens de resterende nu benyttes til beboelse uden landbrugsbedrift.
|  | Denne artikel om lokaliteten Gyrup Mark kan blive bedre, hvis der indsættes et (bedre) billede. Du kan hjælpe ved at afsøge Wikimedia Commons for et passende billede eller lægge et op på Wikimedia Commons med en af de tilladte licenser og indsætte det i artiklen. |

56°52′53.85″N 8°25′30.96″Ø / 56.8816250°N 8.4252667°Ø